# Hideo Fukuyama

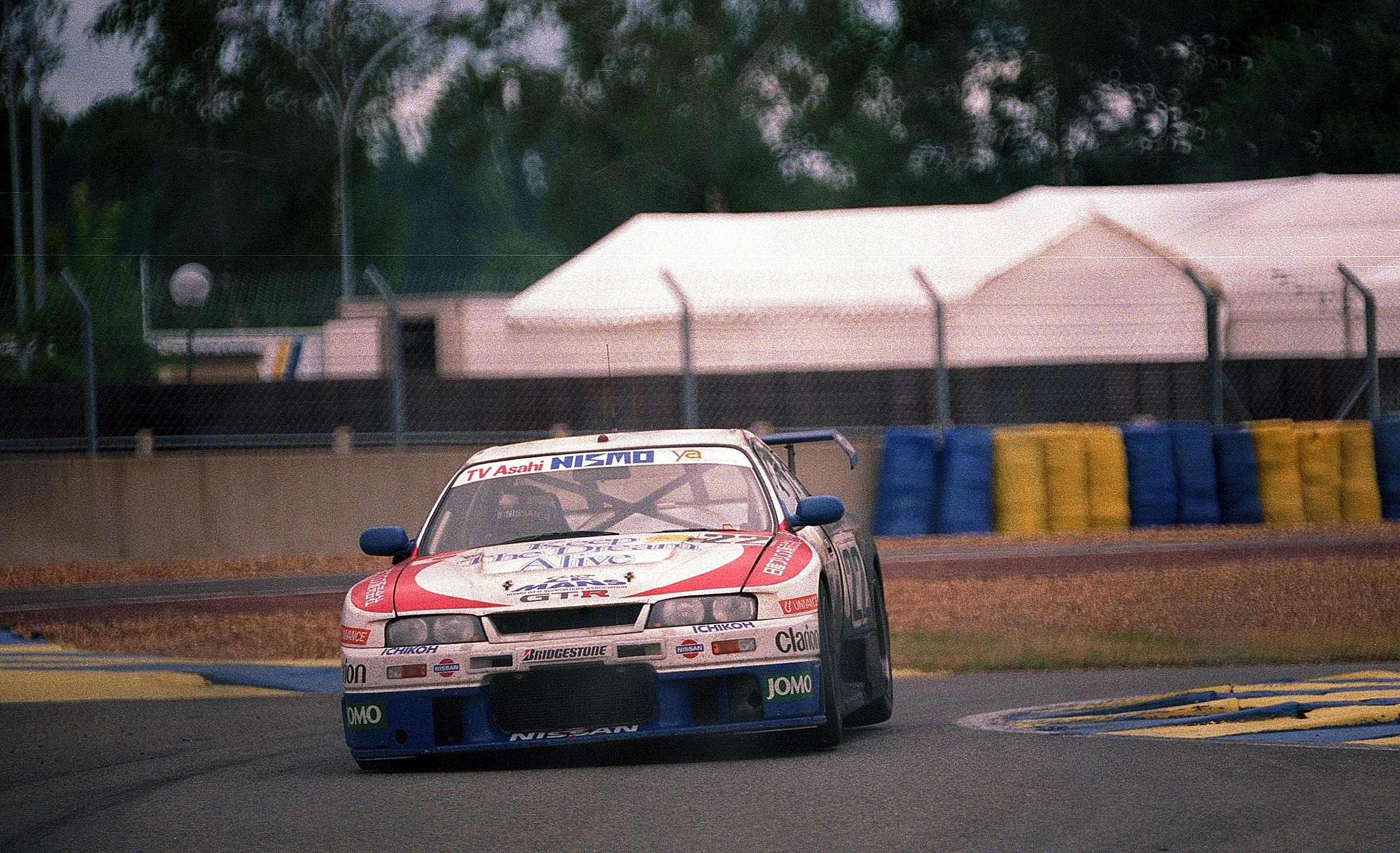
Der von Hideo Fukuyama beim 24-Stunden-Rennen von Le Mans 1995 gefahrene Nissan Skyline GT-R LM

Hideo Fukuyama (* jap. 福山英夫, Fukuyama Hideo; 13. August 1955 in der Präfektur Mie) ist ein ehemaliger japanischer Autorennfahrer.

## Karriere als Rennfahrer
Hideo Fukuyama war in den 1990er- und 2000er-Jahren in den japanischen Super GT erfolgreich. Zweimal, 1997 {auf einem Nissan Silvia S14 und 2000 (auf einem Porsche 996 GT3R) gewann er die Endwertung der GT300-Klasse. Seine Fahrerkarriere begann 1981 mit Einsätzen in der japanischen Formel-3-Meisterschaft, wo er bis 1987 aktiv blieb. 1986 war mit dem sechsten Rang (Meister Akio Morimoto) seine beste Rennsaison in dieser Meisterschaft.
1988 erfolgte der Wechsel in den Sportwagensport. Er debütierte beim 24-Stunden-Rennen von Le Mans und gewann 1992 gemeinsam mit Masahiro Hasemi die All Japan Touring Car Championship. Viermal startete er in Le Mans. Seine beste Platzierung im Schlussklassement war der zehnte Rang 1995. Fünf Jahre später gewann er auf einem Porsche 911 GT3-R die Rennklasse der GT-Fahrzeuge.

## Statistik

### Le-Mans-Ergebnisse
| Jahr | Team              | Fahrzeug               | Teamkollege   | Teamkollege        | Platzierung             | Ausfallgrund |
| ---- | ----------------- | ---------------------- | ------------- | ------------------ | ----------------------- | ------------ |
| 1988 | ADA Engineering   | ADA 03                 | Jirō Yoneyama | Ian Harrower       | Rang 18                 |              |
| 1995 | Nismo             | Nissan Skyline GT-R LM | Shunji Kasuya | Masahiko Kondō     | Rang 10                 |              |
| 2000 | Team Taisan Advan | Porsche 911 GT3-R      | Atsushi Yogō  | Bruno Lambert      | Rang 16 und Klassensieg |              |
| 2001 | Team Taisan Advan | Porsche 911 GT3-RS     | Atsushi Yogō  | Kazuyuki Nishikawa | Rang 11                 |              |

### Einzelergebnisse in der Sportwagen-Weltmeisterschaft
| Saison | Team                       | Rennwagen      | 1   | 2   | 3   | 4   | 5   | 6   | 7   | 8   | 9   | 10  | 11  |
| ------ | -------------------------- | -------------- | --- | --- | --- | --- | --- | --- | --- | --- | --- | --- | --- |
| 1988   | ADA Engineering Bam Racing | ADA 03 JTK 63C | JER | JAR | MON | SIL | LEM | BRÜ | BRH | NÜR | SPA | FUJ | SAN |
| 1988   | ADA Engineering Bam Racing | ADA 03 JTK 63C |     |     |     |     | 18  |     |     |     |     | 18  |     |
| 1992   | Bam International          | Tom’s BB90R    | MON | SIL | LEM | DON | SUZ | MAG |     |     |     |     |     |
| 1992   | Bam International          | Tom’s BB90R    |     | DNF |     |     |     |     |     |     |     |     |     |